# 德布利茨
德布利茨（德語：Döblitz，發音：[ˈdøːblɪts]）是德国萨克森-安哈尔特州萨勒县曾经的一个市镇，面积6.24平方千米，2009年12月31日人口为162人。2011年1月1日，德布利茨与另外9个市镇合并为新市镇韦廷-勒伯云。

## 图集

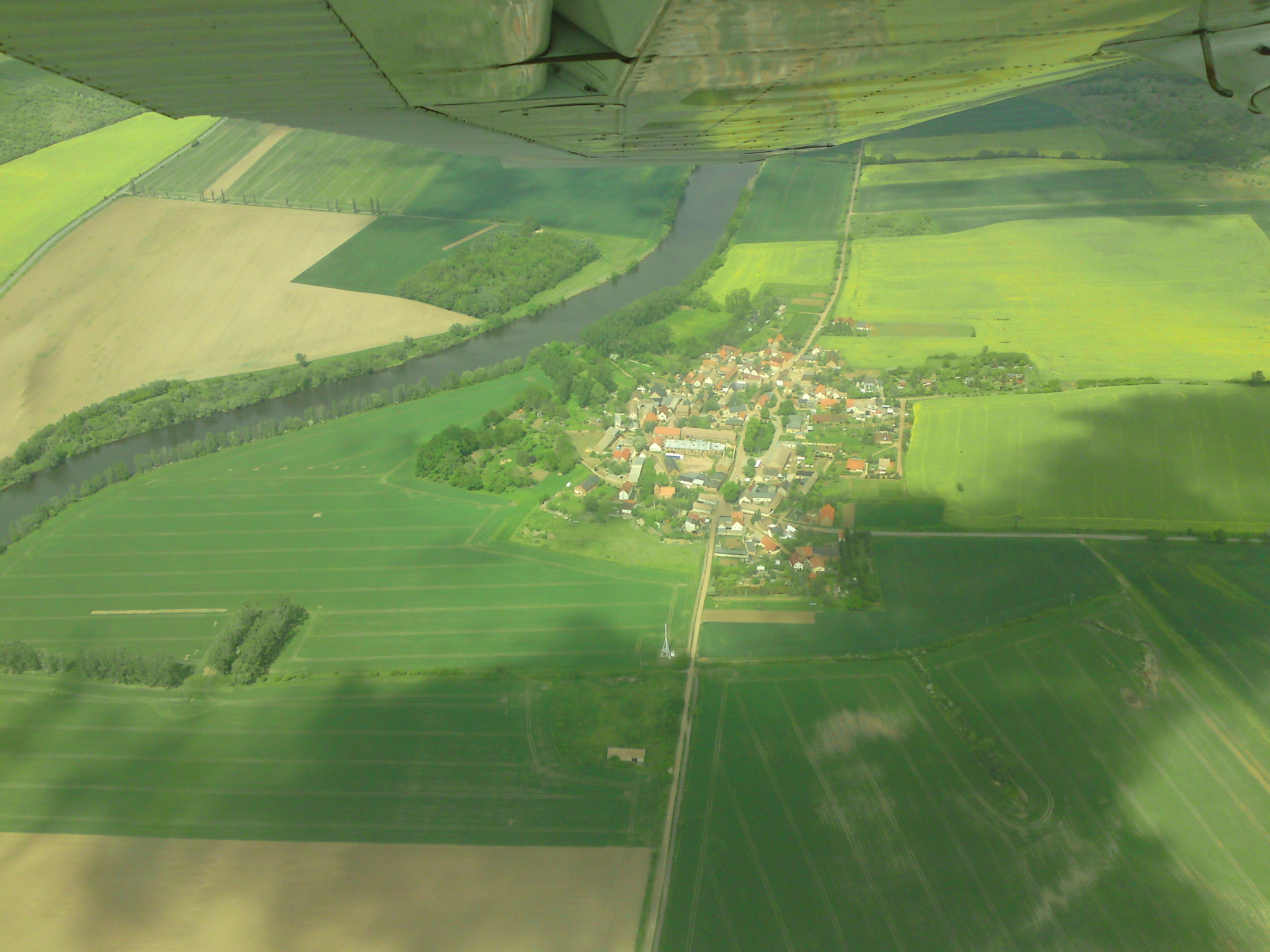
德布利茨的航空鸟瞰图
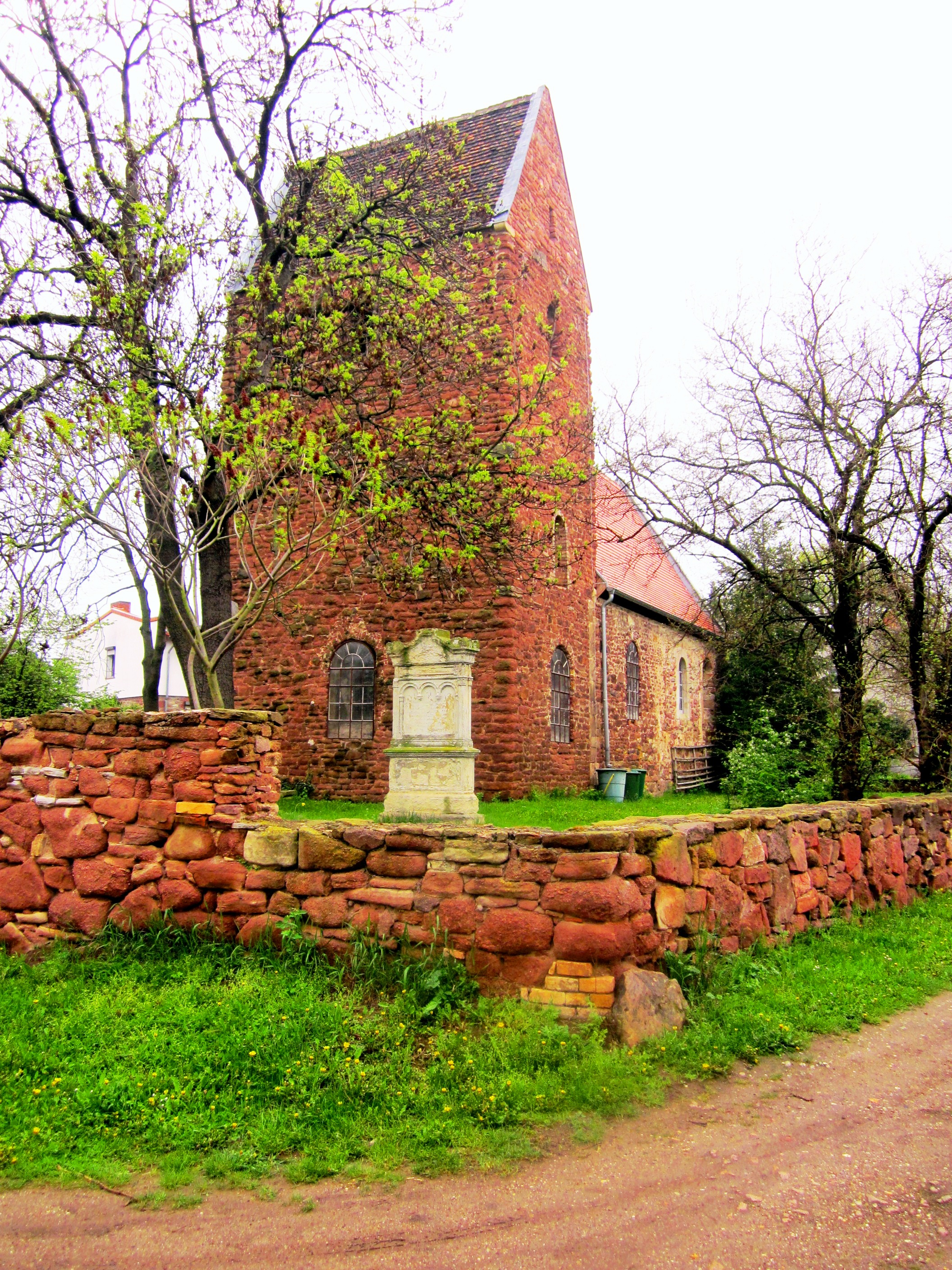
德布利茨的旧式教堂
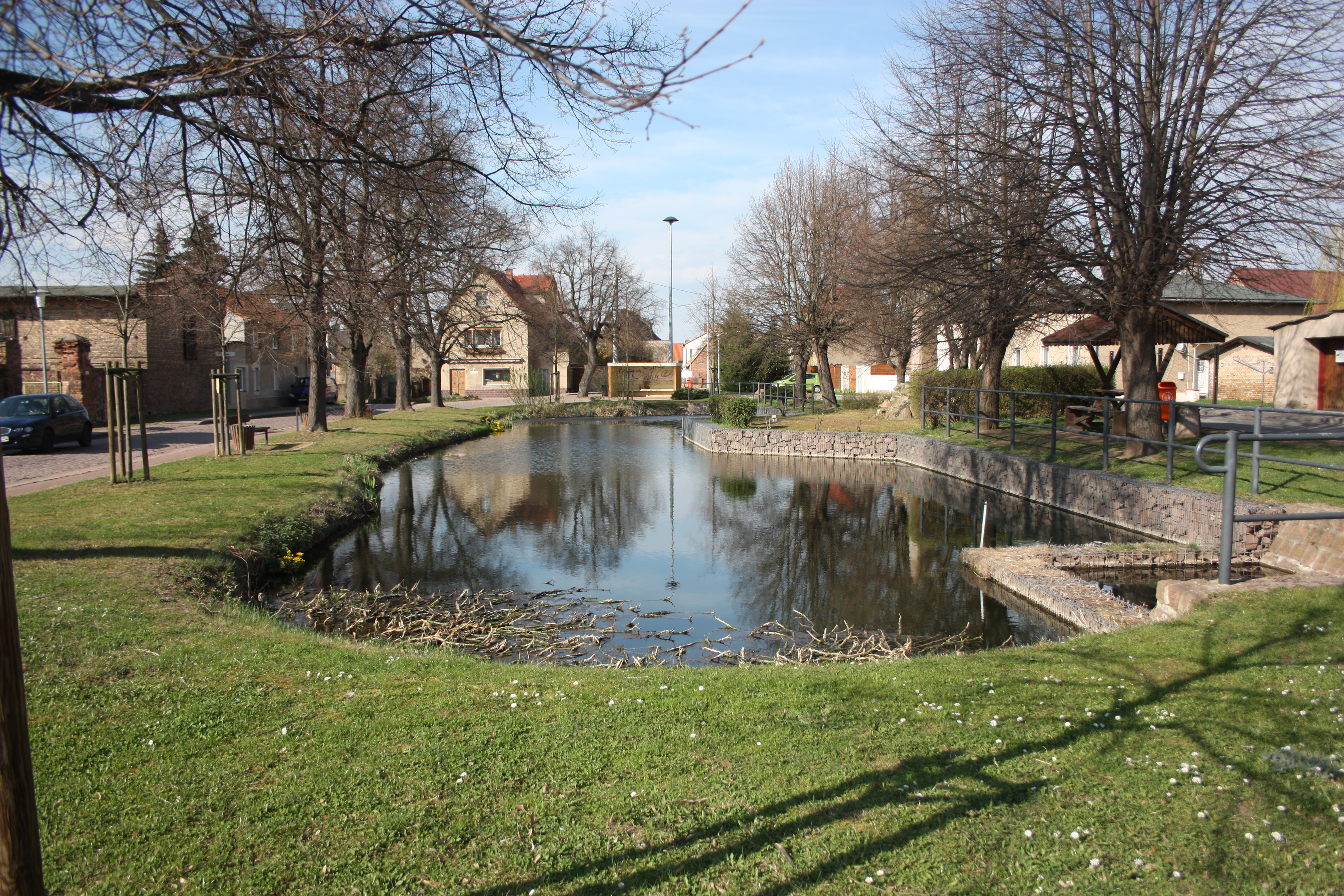
德布利茨的池塘